# Wendepunkt

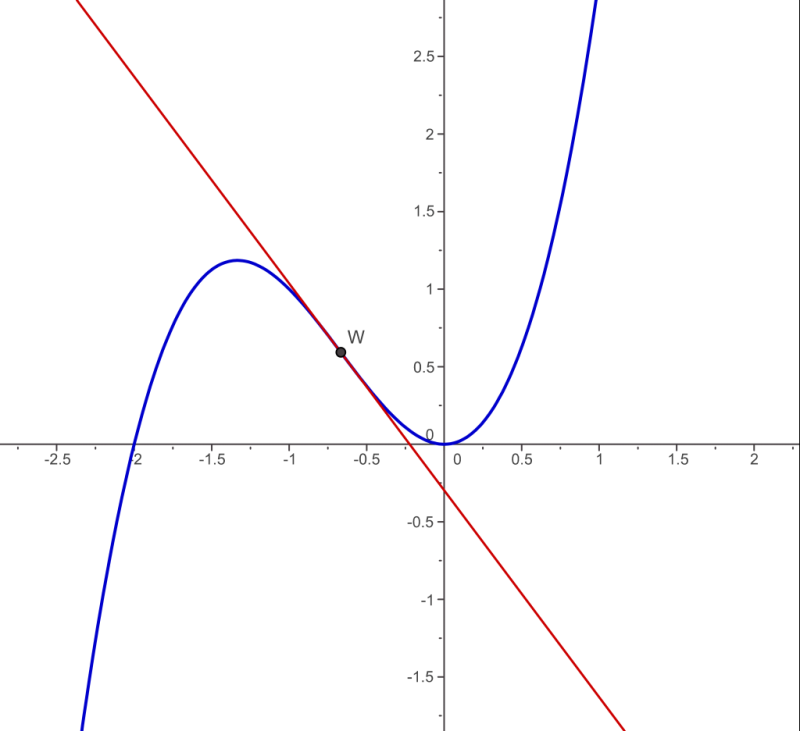
Wendepunkt mit Wendetangente

Krümmungsverhalten des Graphen von x → sin(2x). Die Tangente ist blau gefärbt in konvexen Bereichen, grün gefärbt in konkaven Bereichen und rot gefärbt bei Wendepunkten.

In der Mathematik ist ein Wendepunkt ein Punkt auf einer Kurve, an dem diese ihr Krümmungsverhalten ändert. Sie wechselt hier entweder von einer Rechts- in eine Linkskurve oder umgekehrt. Ein wichtiger Spezialfall sind Wendepunkte von Funktionsgraphen, die im Folgenden betrachtet werden.
Die Ermittlung der Wendepunkte eines Funktionsgraphen ist Bestandteil einer Kurvendiskussion.
Die erste Abbildung zeigt ein Beispiel dazu: Hier ist der Funktionsgraph (blau) links vom Punkt W rechtsgekrümmt („Rechtskurve“) und rechts vom Punkt W linksgekrümmt („Linkskurve“). Demnach ist W ein Wendepunkt. 
Die {\displaystyle x}-Koordinate eines Wendepunkts nennt man häufig Wendestelle (z. B. mit {\displaystyle x_{W}} bezeichnet). Tangenten durch einen Wendepunkt (im Bild rot gezeichnet) heißen Wendetangenten. Wendepunkte, in denen diese Wendetangenten horizontal verlaufen, werden Sattel-, Terrassen- oder Horizontalwendepunkte genannt.
Ist die gegebene Funktion {\displaystyle f} zweimal differenzierbar, so nimmt an einer Wendestelle die Steigung des Funktionsgraphen, also die Ableitung {\displaystyle f\,'(x)}, einen Extremwert (ein lokales Minimum oder Maximum) an. Daher erfolgt die rechnerische Bestimmung von Wendestellen meist dadurch, dass man die zweite Ableitung {\displaystyle f\,''(x)}, also die Ableitung der Ableitung, gleich null setzt. In Abschnitten mit Linkskrümmung gilt {\displaystyle f\,''(x)>0}, in Abschnitten mit Rechtskrümmung {\displaystyle f\,''(x)<0}. Genaueres ist den Ausführungen über notwendige und hinreichende Kriterien für Wendepunkte zu entnehmen.

## Definition
In der folgenden Definition werden die anschaulichen Begriffe „linksgekrümmt“ und „rechtsgekrümmt“ durch die entsprechenden exakten Begriffe „strikt konvex“ und „strikt konkav“ ersetzt.
Sei {\displaystyle {]a,b[}\subset \mathbb {R} } ein offenes Intervall und {\displaystyle f\colon {]a,b[}\to \mathbb {R} } eine stetige Funktion.
{\displaystyle f} hat in {\displaystyle x_{0}} einen Wendepunkt, wenn es Intervalle {\displaystyle ]\alpha ,x_{0}[} und {\displaystyle ]x_{0},\beta [} gibt, so dass entweder
- {\displaystyle f} in {\displaystyle ]\alpha ,x_{0}[} strikt konvex und in {\displaystyle ]x_{0},\beta [} strikt konkav oder
- {\displaystyle f} in {\displaystyle ]\alpha ,x_{0}[} strikt konkav und in {\displaystyle ]x_{0},\beta [} strikt konvex ist.

Bemerkung: In der Literatur werden teilweise statt der Eigenschaften „strikt konvex“ und „strikt konkav“ nur die schwächeren Eigenschaften „konvex“ und „konkav“ gefordert. Bei einer solchen Definition hätten z. B. die Graphen von linearen Funktionen (also Geraden) an jeder Stelle einen Wendepunkt.

## Kriterien zur Bestimmung von Wendepunkten
Im Folgenden wird vorausgesetzt, dass die Funktion {\displaystyle f\colon {]a,b[}\to \mathbb {R} } hinreichend oft differenzierbar ist. Andernfalls sind die folgenden Kriterien bei der Suche nach Wendepunkten nicht anwendbar. Zuerst wird ein notwendiges Kriterium vorgestellt, das heißt jede zweimal stetig differenzierbare Funktion muss dieses Kriterium an einer Stelle {\displaystyle x_{W}} erfüllen, wenn der Graph dort einen Wendepunkt besitzt. Danach werden einige hinreichende Kriterien angegeben. Ist eines dieser Kriterien erfüllt, so liegt sicher ein Wendepunkt vor. Es kann jedoch bei jedem dieser hinreichenden Kriterien vorkommen, dass ein Wendepunkt dieses Kriterium nicht erfüllt.

### Notwendiges Kriterium
Ist {\displaystyle f\colon {]a,b[}\to \mathbb {R} } eine zweimal differenzierbare Funktion, dann beschreibt die zweite Ableitung das Krümmungsverhalten des Funktionsgraphen. Da sich an einem Wendepunkt das Krümmungsverhalten ändert, muss die zweite Ableitung der Funktion {\displaystyle f} an diesem Punkt null sein.
{\displaystyle \left.{\begin{array}{l}f{\text{ ist in einer Umgebung von }}x_{W}{\text{ zweimal differenzierbar.}}\\x_{W}{\text{ ist Wendestelle.}}\end{array}}\right\}\Rightarrow f\,''(x_{W})=0.}

### Hinreichendes Kriterium ohne Verwendung der dritten Ableitung
Bei Kurvendiskussionen wird in der Regel eine der beiden folgenden hinreichenden Bedingungen verwendet. In der ersten Bedingung kommt nur die zweite Ableitung vor; dafür muss das Vorzeichen von {\displaystyle f\,''(x)} für {\displaystyle x<x_{W}} und für {\displaystyle x>x_{W}} untersucht werden.
{\displaystyle \left.{\begin{array}{ll}f{\text{ ist in einer Umgebung von }}x_{W}{\text{ zweimal differenzierbar.}}\\f\,''(x){\text{ wechselt an der Stelle }}x_{W}{\text{ das Vorzeichen.}}\end{array}}\right\}\Rightarrow x_{W}{\text{ ist Wendestelle.}}}
Wechselt {\displaystyle f''(x)} bei {\displaystyle x=x_{W}} vom Negativen ins Positive, so ist {\displaystyle x_{W}} eine „Rechts-links-Wendestelle“. Wenn {\displaystyle f''(x)} an dieser Stelle vom Positiven ins Negative wechselt, dann ist {\displaystyle x_{W}} eine „Links-rechts-Wendestelle“.

### Hinreichendes Kriterium unter Verwendung der dritten Ableitung

Für die Funktion f(x)=x^{4}-x ist die zweite Ableitung bei x=0 gleich Null; aber (0,0) ist kein Wendepunkt, da auch die dritte Ableitung gleich Null und die vierte Ableitung ungleich Null ist.

In der zweiten für einen Wendepunkt hinreichenden Bedingung wird auch die dritte Ableitung benötigt, allerdings nur an der Stelle {\displaystyle x_{W}} selbst. Diese Bedingung wird vor allem dann verwendet, wenn die dritte Ableitung leicht zu ermitteln ist. Der Hauptnachteil gegenüber der schon erläuterten Bedingung liegt darin, dass im Falle {\displaystyle f\,'''(x_{W})=0} keine Entscheidung getroffen werden kann.
{\displaystyle \left.{\begin{array}{ll}f{\text{ ist in einer Umgebung von }}x_{W}{\text{ dreimal differenzierbar.}}\\f\,''(x_{W})=0\\f\,'''(x_{W})\neq 0\end{array}}\right\}\Rightarrow x_{W}{\text{ ist Wendestelle.}}}
Genauer folgt aus {\displaystyle f\,''(x_{W})=0} und {\displaystyle f\,'''(x_{W})>0}, dass {\displaystyle f} bei {\displaystyle x_{W}} ein Minimum des Anstiegs, also eine „Rechts-links-Wendestelle“ besitzt, während sie umgekehrt für {\displaystyle f\,''(x_{W})=0} und {\displaystyle f\,'''(x_{W})<0} bei {\displaystyle x_{W}} ein Maximum des Anstiegs, also eine „Links-rechts-Wendestelle“ aufweist.
Das Beispiel {\displaystyle f(x)=x^{5}} zeigt, dass {\displaystyle f\,'''(x_{W})\neq 0} keine notwendige Bedingung ist. Der Graph dieser Funktion hat den Wendepunkt {\displaystyle (0|0)}; trotzdem gilt {\displaystyle f\,'''(0)=0}.

### Hinreichendes Kriterium unter Verwendung weiterer Ableitungen
Ist die Funktion {\displaystyle f} hinreichend oft differenzierbar, kann auch im Falle {\displaystyle f\,'''(x_{W})=0} eine Entscheidung getroffen werden. Dies basiert auf der Entwicklung von {\displaystyle f} an der Stelle {\displaystyle x_{0}} mittels der Taylor-Formel:
{\displaystyle \left.{\begin{array}{ll}f{\text{ ist in einer Umgebung von }}x_{W}\,n{\text{-mal differenzierbar.}}\\f\,''(x_{W})=\ldots =f\,^{(n-1)}(x_{W})=0\\f\,^{(n)}(x_{W})\neq 0\;{\text{ mit }}\,n>2\,{\text{und}}\,n\,{\text{ungerade}}\end{array}}\right\}\Rightarrow x_{W}{\text{ ist Wendestelle.}}}
Diese allgemeinere Formulierung enthält auch schon den vorangegangenen Fall: Beginnend mit der dritten Ableitung wird die nächste von Null verschiedene Ableitung gesucht, und falls dies eine Ableitung ungerader Ordnung ist, handelt es sich um eine Wendestelle.
Oder ganz allgemein formuliert: Ist die erste von Null verschiedene Ableitung {\displaystyle f^{(n)}} der Funktion {\displaystyle f} an der Stelle {\displaystyle x_{W}}, an der {\displaystyle f''(x_{W})=0} ist, von ungerader Ordnung {\displaystyle n>2}, besitzt {\displaystyle f} an dieser Stelle einen Wendepunkt.

## Beispiel
{\displaystyle f(x)={\frac {1}{3}}\cdot x^{3}-2\cdot x^{2}+3\cdot x}
Die zweite Ableitung dieser Funktion ist gegeben durch
{\displaystyle f\,''(x)=2\cdot x-4}.
Eine Wendestelle {\displaystyle x} muss die Bedingung
{\displaystyle f\,''(x)=0} bzw.
{\displaystyle 2\cdot x-4=0}
erfüllen. Daraus folgt {\displaystyle x=2}. Um zu klären, ob an dieser Stelle tatsächlich ein Wendepunkt vorliegt, untersucht man nun auch die dritte Ableitung:
{\displaystyle f\,'''(x)=2}
Aus {\displaystyle f\,'''(2)=2\neq 0} ist zu schließen, dass es sich um einen Wendepunkt handelt. Diese Tatsache ist auch ohne Verwendung der dritten Ableitung zu erkennen: Wegen {\displaystyle f\,''(x)=2\cdot x-4<0} für {\displaystyle x<2} und {\displaystyle f\,''(x)=2\cdot x-4>0} für {\displaystyle x>2} ändert sich das Krümmungsverhalten; daher muss ein Wendepunkt vorliegen.
Die {\displaystyle y}-Koordinate dieses Wendepunkts erhält man durch Einsetzen von {\displaystyle x_{W}=2} in die Funktionsgleichung.
{\displaystyle y_{W}=f(2)={\frac {1}{3}}\cdot 2^{3}-2\cdot 2^{2}+3\cdot 2={\frac {2}{3}}}
Soll auch die Wendetangente bestimmt werden, so berechnet man zunächst deren Steigung {\displaystyle m}, und zwar durch Einsetzen der {\displaystyle x}-Koordinate in die Gleichung der ersten Ableitung.
{\displaystyle f\,'(x)=x^{2}-4\cdot x+3}
{\displaystyle m=f\,'(2)=2^{2}-4\cdot 2+3=-1}
Anschließend kann man die Steigung {\displaystyle m} sowie die Koordinaten {\displaystyle x_{W}} und {\displaystyle y_{W}} in die Geradengleichung {\displaystyle y=m\cdot x+b} einsetzen.
{\displaystyle {\frac {2}{3}}=(-1)\cdot 2+b}
{\displaystyle b={\frac {8}{3}}}
Die Wendetangente hat demnach die Gleichung {\displaystyle y=-x+{\frac {8}{3}}}.

## Besondere Fälle
- Der Graph der Funktion {\displaystyle f(x)=(x-2)\cdot e^{|x|}} ändert bei {\displaystyle x=0} sein Krümmungsverhalten (Übergang von Rechts- in Linkskrümmung). Die erste Ableitung an der Stelle {\displaystyle x=0} existiert nicht, wie am „Knick“ des Graphen erkennbar ist. Damit ist der obige Formalismus nicht anwendbar. Dennoch hat die Funktion hier einen Wendepunkt, nämlich {\displaystyle (0|\!-\!2)}.

- Der Graph der Funktion

{\displaystyle x\mapsto x|x|={\begin{cases}-x^{2},&{\text{falls}}\;x<0\\x^{2},&{\text{falls}}\;x\geq 0\end{cases}}}
hat an der Stelle {\displaystyle x=0} zwar eine erste, aber keine zweite Ableitung, gleichwohl liegt ein Wendepunkt vor.
- Der Graph der unendlich oft differenzierbaren Funktion

{\displaystyle x\mapsto {\begin{cases}-\mathrm {e} ^{-1/x^{2}},&{\text{falls}}\;x<0\\0,&{\text{falls}}\;x=0\\\mathrm {e} ^{-1/x^{2}},&{\text{falls}}\;x>0\end{cases}}}
besitzt an der Stelle {\displaystyle x=0} einen Wendepunkt, obwohl dort sämtliche Ableitungen gleich null sind.

## Verallgemeinerung
Der Begriff des Wendepunkts ist auch für beliebige ebene Kurven sinnvoll. In der Differentialgeometrie wird für ebene Kurven die vorzeichenbehaftete Krümmung definiert. Wendepunkte sind dadurch gekennzeichnet, dass sich dort das Vorzeichen der Krümmung umkehrt. Aus den – je nach Darstellung verschiedenen – Formeln für die Krümmung ergeben sich notwendige Kriterien für Wendepunkte. Die Aufstellung hinreichender Kriterien wäre hier wenig sinnvoll. In der Praxis ermittelt man mit einem der notwendigen Kriterien die Punkte, die als Wendepunkte in Frage kommen, und überprüft anschließend, ob sich das Vorzeichen der Krümmung wirklich ändert.

### Wendepunkt einer Kurve in Parameterdarstellung
Eine Kurve sei gegeben durch die Parameterdarstellung
{\displaystyle {\vec {r}}(t)=(x(t),y(t)),}
wobei die Funktionen {\displaystyle x} und {\displaystyle y} auf einem reellen Intervall {\displaystyle I} definiert und (mindestens) zweimal stetig differenzierbar sind. {\displaystyle t_{0}} sei ein Punkt im Inneren des Intervalls {\displaystyle I}.
Dann ist
{\displaystyle {\begin{vmatrix}{\dot {x}}(t_{0})&{\dot {y}}(t_{0})\\{\ddot {x}}(t_{0})&{\ddot {y}}(t_{0})\end{vmatrix}}={\dot {x}}(t_{0})\cdot {\ddot {y}}(t_{0})-{\ddot {x}}(t_{0})\cdot {\dot {y}}(t_{0})=0}
eine notwendige Bedingung für einen Wendepunkt {\displaystyle (x(t_{0}),y(t_{0}))}. Die Punkte über den Funktionssymbolen stehen für erste bzw. zweite Ableitungen nach dem Parameter {\displaystyle t}. Der Rechenausdruck links vom ersten Gleichheitszeichen ist eine Determinante.

### Wendepunkt einer Kurve in Polarkoordinaten
Eine Kurve sei in Polarkoordinaten gegeben durch die Gleichung
{\displaystyle r=\rho (\varphi ),}
wobei {\displaystyle \rho } eine zweimal stetig differenzierbare Funktion auf einem reellen Intervall ist. Dann ist
{\displaystyle \rho ^{2}+2{\rho '}^{2}-\rho \rho ''=0}
eine notwendige Bedingung für einen Wendepunkt. {\displaystyle \rho '} und {\displaystyle \rho ''} bezeichnen die erste bzw. zweite Ableitung von {\displaystyle \rho } nach {\displaystyle \varphi }. Die Argumente wurden zur Vereinfachung der Schreibweise weggelassen.

### Wendepunkt einer Kurve in impliziter Form
Eine Kurve sei gegeben durch die Gleichung
{\displaystyle F(x,y)=0,}
wobei {\displaystyle F} eine zweimal stetig differenzierbare Funktion auf einer offenen Menge des {\displaystyle \mathbb {R} ^{2}} ist.
Dann ist
{\displaystyle {\begin{vmatrix}F_{xx}&F_{xy}&F_{x}\\F_{yx}&F_{yy}&F_{y}\\F_{x}&F_{y}&0\end{vmatrix}}=0}
eine notwendige Bedingung für einen Wendepunkt. Die Bezeichnungen {\displaystyle F_{x},F_{y},F_{xx},F_{xy},F_{yx},F_{yy}} stehen dabei für erste bzw. zweite partielle Ableitungen. Auch hier wurden die Argumente weggelassen.